# Canon EOS R3
Die Canon EOS R3 ist eine spiegellose Systemkamera des japanischen Herstellers Canon. Sie wurde am 14. September 2021 vorgestellt.

## Merkmale
Die R3 führte den „eye-controlled autofocus“ wieder ein, ein Feature, welches Canon bei seiner EOS-3 bereits 1998 verwendet hatte.
Die R3 ist Herstellerübergreifend die erste Vollformatkamera, welche im elektronischen Verschluss 14-Bit RAWs anstatt der üblichen 12-Bit RAWs aufnehmen kann. Die Verwendung eines Stacked-CMOS-Sensors ermöglicht eine schnellere Auslesegeschwindigkeit und macht die Reduktion der Bittiefe zur Verringerung der Auslesezeit obsolet.
Mit dem EOS-R3-Firmware-Update 1.2.0 vom Juli 2022 wurde es möglich, 50 Bilder mit bis zu 195 Bildern / Sekunde aufzunehmen.

### Features
- 24.1-Megapixel-CMOS-Sensor (back illuminated stacked)
- Bis zu 30 Bilder pro Sekunde in 14-Bit RAW
- Autofokus: Fahrzeuge, Menschen und Tiere erkennen und verfolgen
- „Eye Control AF“: Der Autofokuspunkt kann durch die Pupille im Sucher verschoben werden
- Wetter- und Staubschutz auf Niveau der EOS-1D X
- Zwei Speicherkartenplätze (CFexpress- und UHS-II-SD-Speicherkarten)
- DIGIC-X-Prozessor
- In der Kamera eingebauter Bildstabilisator bis zum Faktor 8
- 6K-60p-Video (internes RAW)
- Der Sucher hat eine Auflösung von 5,76 Millionen Bildpunkten (1.600 × 1.200 × 3 Farben).[3]